# 송호창 (1971년)
송호창(1971년 11월 17일 ~ )은 대한민국의 전직 프로게임단 감독이다.
1999년 NIX 프로게임팀을 운영하면서 이스포츠 판에 뛰어들었다.
2000년 아이디얼 스페이스(현 화승 OZ)의 개인매니저로 활동하다가 이재항과 김종성 등 주요 선수들과 분파하여  SG패밀리(현 위메이드 폭스)를 창단하였다.
2004년 팬택앤큐리텔 프로게임단(현 위메이드 폭스) 창단을 체결하였다.
2006년 8월 팬택과의 재계약 협상에서 송호창은 지난해 연봉 협상에서 제외된 인상분과 올 연봉 1억원에다 3년 계약을 요구했다. 이에 팬택측은 현 연봉 유지, 6개월 뒤 성적에 따라 재협상 안을 내놓았다.
결국 협상은 결렬되었고 송호창은 팬택 EX의 감독직에서 물러나게 되었다.

## 경력
- 2004년 2월 네오위즈 피망컵 프로리그 준우승
- 2004년 7월 SKY 프로리그 2004 1Round 3위
- 2004년 10월 SKY 프로리그 2004 2Round 우승
- 2005년 2월 SKY 프로리그 2004 그랜드파이널 준우승
- 2005년 3월 무비스배 MBC게임 팀리그 준우승

| 이전 없음 | 제1대 위메이드 폭스 감독 송호창 2003 ~ 2006 | 다음 성재명 |